# Rákosničkovití
Rákosničkovití (Hyperoliidae) je čeleď velkých až středně velkých žab. K roku 2016 bylo známo celkem 17 rodů tvořených 222 druhy, z nichž polovina tvoří genus Hyperolius. Fosilní záznamy nejsou známy. Mimo dvou rodů žijí rákosničkovití v oblastech subsaharské Afriky, zbylé rody Tachycnemis (monotypický taxon) a Heterixalus (10 druhů) žijí na Seychelách a Madagaskaru. Žáby dosahují velikosti 1,5 až 8 cm. Kůže je většinou hladká, působící až smaltovaným povrchem a zdobena jasnými barvami.
Druhy z čeledi žijí většinou na stromech, některé druhy, náležící například do rodu Kassina, žijí na zemi. Složení potravy se mezi jednotlivými druhy liší. Například někteří členové rodu Paracassina pojídají plže a afrička stříbrnopruhá (Afrixalus fornasini) je pak jediná žába, která žere vajíčka jiných žab. Rozmnožování začíná na začátku období dešťů. Většina žab klade vajíčka do vody, ale výjimkou není ani kladení do pěnového obalu či nad vegetaci nad vodou.

## Rody
- Acanthixalus
- Afrixalus
- Alexteroon
- Arlequinus
- Callixalus
- Chlorolius
- Chrysobatrachus
- Cryptothylax
- Heterixalus
- Hyperolius
- Kassina
- Kassinula
- Morerella
- Opisthothylax
- Paracassina
- Phlyctimantis
- Semnodactylus
- Tachycnemis